# 琉球
琉球（琉球語：／  * / ?），古語中雅稱宇流麻（琉球語：／ ），位于日本列島西南部，是介于台湾和九州间的一个地區。曾建有琉球國等政權。對外關係史最早可追溯至7世紀向大和王权朝貢，15世紀開始又向中国的明清兩代朝貢。1609年後為日本的萨摩藩所控制，但仍與中國保留著朝貢關係。其北部的奄美群島被萨摩藩長期佔領，行政区域今属日本鹿兒島縣，餘下地區於1872年被日本通过「琉球处分」併入版圖，1879年又改设沖繩縣。二战日本战敗後，被美國根据《旧金山和约》取得該地的施政權。1972年5月15日《冲绳返还协定》生效，美国终止其依据《旧金山和约》第三条所行使的一切权利和利益，將琉球群島等島嶼的施政權歸還日本，沖繩縣復縣。

## 历史

### 上古时代
旧石器時代山下町洞人和港川人就已出現在沖繩本島；以沖繩島为中心在久米島、伊江島、宮古島、石垣島等都有旧石器時代人類遺骸出土。
在如今的沖繩縣境內至今尚未發現中石器時代的痕跡，但在鹿兒島縣奄美群島則有發現中石器時代的細石器痕跡。在距今7000年前左右琉球群島进入冲绳貝塚文化时代，属于新石器時代文化，此时期人群可以肯定与现代琉球族直接相关。大約從公元前4世紀開始，琉球进入貝塚時代晚期，此时期的特色是大规模貿易往来出现，当时琉球与日本，特别是九州，通过被称为「貝之道」的海上贸易路线进行频繁贸易往来，一开始琉球向日本输出各种珍稀贝壳，交易日本弥生时代的土器，之后也输入土器以外的物品，特别是贝壳加工品。
8世紀開始，相当于中国唐代、日本奈良时代，由于东亚国际局势成形，琉球进入范围更大、更频繁的东亚贸易与国际关系中。同时琉球在当时遣唐使的南岛路航线上，已成为东亚重要航运节点，可以确定与琉球有关的历史记载也出现在此时期，根据日本史料大和朝廷在698~727年有琉球来朝的往来记录。史学界认为大约7~8世纪琉球进入阶级社会，出现阶级分化。进入10世紀，相当于中国宋代、日本平安时代，东亚国际贸易更为兴盛，琉球与宋、日、高麗贸易往来蓬勃發展，成为东亚国际贸易的中继站。在琉球与外界贸易蓬勃發展的同时，并有九州南部人群迁移至琉球，由于贸易与人群迁移，琉球开始出现农业，阶级分化更为明显，在此背景下琉球进入御城時代。

### 御城時代
御城時代具体时间存在争议，上限为12世纪，琉球开始出现农耕社会，下限为16世纪琉球王国统一琉球群岛为止，御城時代的开始是由于貝塚時代晚期以来的贸易和人群往来，在东亚国际贸易兴盛、九州南部人群移入的背景下，琉球透过贸易传入农耕技术，并利用贸易中继站位置获取极大利益。之后农耕与贸易利益加剧阶级分化，掌控贸易利益的豪族，获得更高的政治权力，控制农民，形成称为“按司”的统治者，琉球群岛出现许多地方性小型国家组织，并彼此征伐，各按司并修筑御城作为防卫工事，也成为各按司势力的权力中心。
御城時代也是琉球文化形成的时代，琉球的语言、文字在此时期传入。原始琉球语在7~8世紀的日本从原始日語分化，9~11世紀在九州與九州方言接觸並受到強烈影響，11~15世紀隨九州移民進入琉球地區。琉球文字也是从日本传入，传入汉字与平假名，演化成琉球汉字与表示琉球语的假名。另外，琉球的宗教信仰也在御城時代出现变化，一方面是出现源自原始信仰的琉球神道，琉球神道的祝女成为地方重要角色；另一方面佛教开始从日本传入。除了日本，中国和东南亚文化也在影响琉球。

### 史籍考证
琉球早期历史已很難考證。中國最早有關「琉求」的記載出現在《隋书》。不過自隋代至元代，流求／流虯／琉球等名詞指涉的對象一直在琉球群島和臺灣島之間搖擺。直至明朝，隨著“臺灣”一詞的出現和統一的琉球國的建立，“琉球”一詞開始專指琉球群島。渡日唐朝僧人鉴真在《唐大和上東征傳》中首次記錄了沖繩本島居民對本島的稱呼“阿兒奈波”（あこなわ），此语傳入日本后逐漸演變為，最終選定的漢字表記為（1702）。
日本最早有關琉球群島的記載見于飛鳥時代末期編撰的《日本書紀》中的海見嶋和阿麻彌。公元8世紀編撰的《续日本纪》中也有很多琉球群島居民向當時的日本中央朝廷朝貢和接受冊封的記載。
琉球本土的史籍記載了天孙、舜天、英祖三個王朝，然而這三個王朝都有一定程度的傳説性質；尤其是天孙王朝，其存在性都存在爭議。

### 三山时代到琉球国

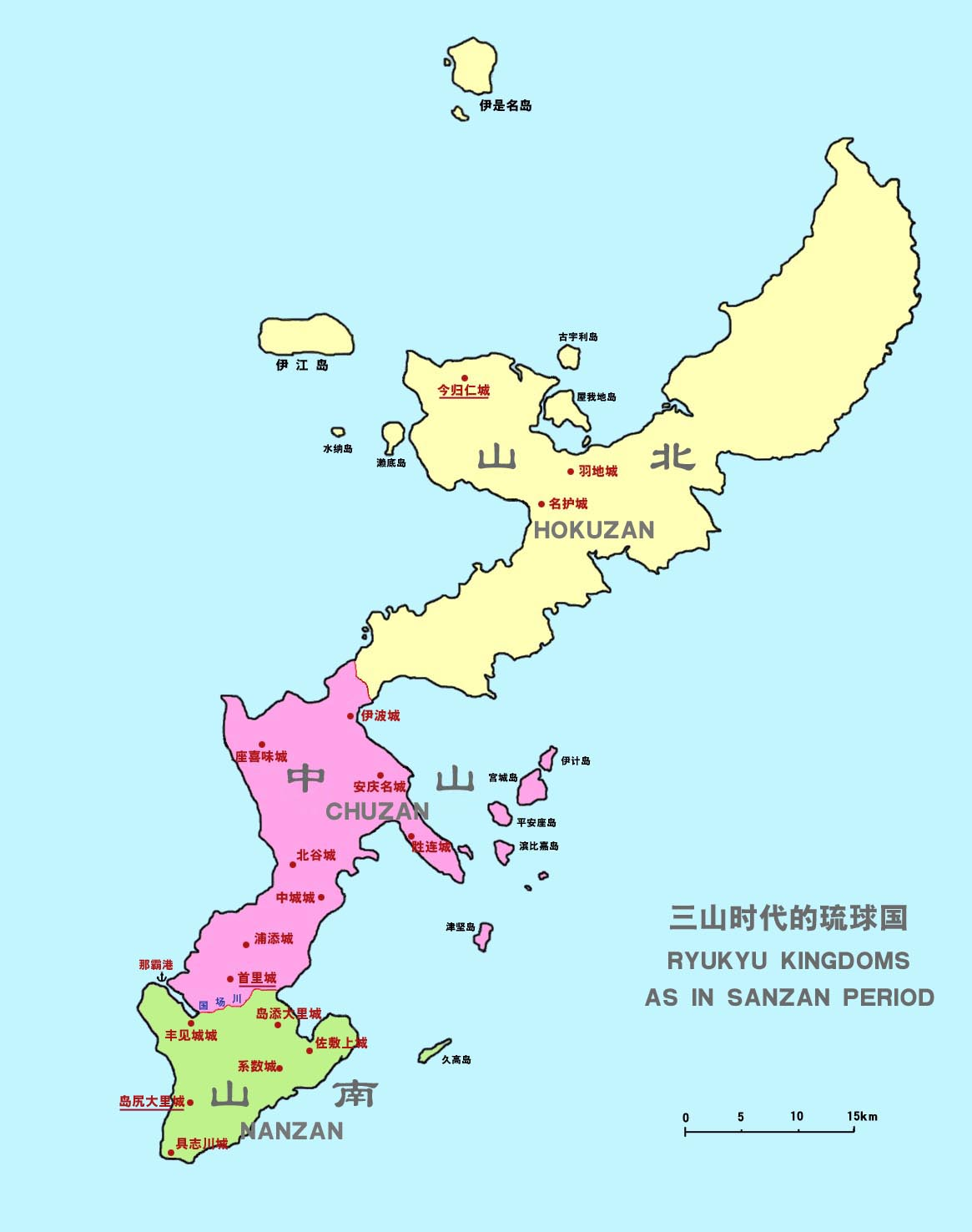
三山时代，山南、中山、山北三国的势力图

14世纪初，沖繩本岛出现南山、中山、北山三个較為強大的按司，进入被称为“三山時代”的时期。1370年代至1380年代，三山陸續入贡明朝，谋求统治正当性。在三山王国出现之前，外岛按司与沖繩本岛各按司之间的关系是平等的，但1390年起，琉球諸離島部落酋長开始入贡中山。1392年，琉球接受了朱元璋派遣的福建三十六姓善于造船航海的技术者，这些福建移民居住在久米村的福建移民成为琉球重要政治、文化精英，以及和中国往来的族群。
1403年春天，中山、北山與南山等國一起向明朝進貢，明朝派行人邊信、劉亢等使節前往琉球。1406年，巴志發兵推翻中山王武寧的統治，自立為中山王；此後中山王國又陸續併吞北山、南山，統一沖繩本島，建立琉球王國；明賜姓尚，琉球国第一尚氏王朝建立。
1453年尚金福王死後，第一尚氏王朝發生爭奪王位的內亂--志鲁布里之乱，尚德王時期，1469年金丸被群臣擁立爲君，改名“尚圆”，建立琉球国第二尚氏王朝，并向明朝宣称其为尚氏后裔。1472年明朝使臣册封尚圆为王。
尚真王時期（1477-1526年在位），南征八重山、与那国等岛；1537年尚清王時期，琉球王國攻佔奄美群島，達到歷史最大版圖，其所謂“三省三十六岛”局面形成。此后直到16世紀中葉以前，琉球因為中國明朝的海禁、朝貢體制下東亞的和平環境、以及琉球優越的地理位置，使琉球獲取東北亞與東南亞之間貿易的龐大利潤。 
不过16世纪中葉以后，大量的倭寇海盗骚扰琉球，海上贸易受到阻碍，1572年隆庆开关更是导致琉球作为贸易中转的重要性降低，琉球国蒙受巨大损失，有記載稱琉球曾向日本薩摩藩借貸。1609年，为了透過琉球重啟此前因萬曆朝鮮之役中斷已久的中日貿易，為此必須將琉球納入控制，日本萨摩藩在德川幕府的許可下入侵琉球；戰敗後的尚宁王被擄至日本薩摩簽訂《掟十五条》，从此琉球国向薩摩藩稱臣、割奄美群島予薩摩，并不定期向德川幕府派遣慶賀使和謝恩使，称为“上江戶”，但是為了和明朝（及之後的清朝）進行朝貢貿易，薩摩讓琉球保持了表面上的獨立，文化被刻意保留。1644年清兵入關後，琉球同時也自稱大清藩屬，此后琉球进入同时向日本、大清朝贡的“两属时期”。
17世紀初期麻平衡從中國、日本引進許多作物、技術，特別是從中國引進黑砂糖製法，由於日本很少種植甘蔗製糖，於是琉球開始種植甘蔗，大量生產黑砂糖出口日本，成為琉球的支柱產業之一。之后琉球通过向象賢、蔡溫改革王國政治、社会和文化。

### 近代冲击
1844年，英國和法國訪問琉球尋求貿易，在幕府、薩摩藩允許下，1847年琉球對英國和法國開港。1854年，美國海軍上將馬修·佩里率領黑船從日本返回途中，逼迫琉球簽署了 《琉美修好條約》，之後琉球與法國、荷蘭簽署類似條約 。由於清朝與日本相繼開港，維持琉球獨立地位的意義喪失，於是有日後日本併吞琉球的舉動。
1871年八瑤灣事件中琉球民眾漂流到臺灣，54人遭到「生番」（原住民古稱）出草馘首。1872年，日本在明治維新之後將琉球國貶為「琉球藩」，視之為日本領土，並封琉球國王尚泰為「琉球藩王」，是為第一次琉球處分。1874年日本發動了牡丹社事件，自稱「為琉球被害之數十人復仇」，征討臺灣，之後在英美兩國調停下，清日签订《中日北京專條》，清朝政府也承認日本此次出兵為「保民之舉」，間接承認琉球人乃「明治天皇臣民」。1879年3月30日，明治天皇將琉球藩王尚泰發往東京，改置琉球藩為沖繩縣，並派知事取代原來的琉球王，是為第二次琉球處分。
1879年（明治十二年），日本政府在琉球“廢藩置縣”，不愿被废黜的国王尚泰曾派使臣向清廷乞援。清日就琉球問題開始談判，清国提议把琉球群島分成三部分：接近日本方向的奄美大島爲日本領土，沖繩本島及其附近島嶼作爲一個獨立的琉球王國存在，而在南部的先島群島則作爲清国的領土。日本方面建議把琉球劃分成兩部分：沖繩本島及其北方島嶼作爲是日本的領土，而南部的先島群島則作爲清國的領土，但被日本拒绝 。
1880年9月，清朝代表在談判中最後妥協，擬定《琉球專約擬稿》，以日本提出的方式把琉球劃分成兩部分，然而清朝内部拒絕同意這一條約，以拖延签约使協定自動失效，导致協商破裂。琉球問題一直拖延至甲午戰爭，1895年甲午战争后，日本同清政府签订《马关条约》將台湾、澎湖主權移交日本，清政府从此不再提起琉球问题。

### 日本统治
大日本帝国统治下沖繩县的發展比明治維新後的日本本土要慢，而且長期沿用琉球國時代的舊制度，即「舊慣溫存政策」，以避免激烈改革引起反抗。直到甲午戰爭勝利後，日本因已鞏固對琉球群島，加上謝花昇領導的沖繩自由民權運動，日本遂開始對沖繩採取同化和現代化政策，在政治經濟方面實施地租改正、市町村制、眾議院選舉。文化方面，將琉球傳統信仰日本化，推動日本神道教信仰，打壓琉球傳統信仰。1896年随着《沖縄県区制》和《沖縄県的郡编制》的颁布，冲绳县被编划为首里和那霸两个区以及岛尻、中头、国头、宫古和八重山五个郡。1898年征兵法开始在冲绳县实行。1899年至1903年间开始实行土地整理和地租改正，曾让宫古和八重山农民深受其害的人头税于1903年被废除。1901年，最後一位琉球國王尚泰去世。1909年冲绳县议会成立，并首次举行了县议员选举。1912年，冲绳县首次举行众议院议员的选举。1916年，在日本政府推广標準日語的压力下，全沖繩教師大會要求在校園内使用以東京話為基礎的標準日語，琉球語被視爲“方言”而遭到打壓。
第一次世界大战期间，冲绳的经济曾经历过糖业繁荣。但大正末期至昭和初期，由于乾旱頻繁，農產品歉收，造成琉球群島嚴重貧困，加上第一次世界大戰後的日本的經濟動盪，特別是1923年的關東大地震，和1929年的大蕭條重創琉球群島經濟，使琉球群島人民陷入以苏铁果腹的「蘇鐵地獄」。为了摆脱经济困难，有大批人移民岛外，冲绳成了日本名列前茅的「移民県」之一。移民目標除了日本本土外，還包括台灣、南洋群島、中南美洲等地。
随着1938年日本《全国总动员法》的制定和第二次世界大战的爆发，日本国民生活的方方面面都被纳入政府管制之下，琉球群島也被捲入戰時體制和规模更大的皇民化運動中。1943年，開羅會議中面对美国总统富兰克林·德拉诺·罗斯福的多次质询，蒋介石表示不会反对由美中共同占领和托管琉球群島，但该谋划仅停留在口头商议的阶段。另外一說罗斯福向蔣介石表示打算將琉球群島歸予中國，但被蔣介石拒絕。1945年4月，太平洋战争之冲绳战役爆发，数万名当地平民在战役中丧生、受伤或牺牲。除了美军的大规模空袭、激烈的地面战和战争带来的饥荒和疾病之外，还有日本士兵在冲绳战役末期出于玉碎政策强迫当地平民集體跳崖或引爆炸弹自杀，以及一些冲绳平民出于对美军的恐惧而自杀。各种因素导致戰後島上人口約減少四分之一。

### 美國統治

#### 統治體制確立
1945年6月，沖繩戰役結束，琉球被美國軍事佔領。而早在1945年3月美軍登陸琉球群島時，美軍便設置琉球列島美國軍政府，開始了對琉球的統治。到1946年駐日盟軍總司令部將琉球列島美國軍政府的行政管轄範圍擴大到了北緯30度以南的所有島嶼，甚至包括了薩南群島中一直属于日本的吐噶喇群島。1946年4月24日沖繩諮詢會改組為沖繩民政府與立法機關沖繩議會，隨後在宮古、八重山群島、奄美群島也設立民政府。
儘管如此，在美國統治時期，美國政府的派出機構才是琉球實際統治者。1950年12月15日琉球列島美國軍政府改組為琉球列島美國民政府，作为琉球群島各民政府的上級機構，象徵美國長期統治琉球的意圖。同時為了應對韓戰爆發，大量美軍被派駐琉球，並且強佔居民土地作為美軍基地，被稱為「用刺刀和推土機強佔土地」。另一方面，美國民政府也打壓琉球居民的言論自由，讓琉球居民借助美國統治實現琉球獨立的想法破滅，回歸日本的主張成為主流。1951年4月由於各群島民政府對回歸日本的呼聲提高，美國民政府於是設立管理全琉球的琉球臨時中央政府，削弱各群島民政府權力。
1951年9月，包括日本在内的49个国家簽訂《舊金山和約》，其第三条规定日本将会同意美国提出的将琉球群岛、小笠原群島等北纬29度以南島嶼提交聯合國「信託統治」制度的提議，并在此之前由美國获得立法、行政和司法权。《舊金山和約》確認日本保留琉球群島主權，僅將行政權交與美國。事實上美國原本計畫將琉球群島託管後獨立，然而後來美國意識到，如果將琉球群島託管，便不能利用琉球群島來與蘇聯、共產主義勢力對抗。因此美國決定，認可日本對琉球的潛在主權，維持以軍隊統治琉球的型態。

#### 沖繩返還
1952年2月10日北纬29度以北的吐噶喇群島歸還日本。4月1日各群島民政府廢除，統一為琉球政府，同時設立琉球立法院，1953年12月25日美國將奄美群島歸還日本，原因是奄美群島的美軍基地較少，且美國統治一方面切斷奄美群島過去與鹿兒島本土的經濟聯繫，又將大部分資源集中在沖繩本島，使奄美群島經濟衰落，當地祖國復歸運動因此較其他地區更為激烈。
在1945年至1972年的美國占領時期，美國在琉球不斷實行異化政策，企圖削弱沖繩當地人的日本國家認同感和民族意識（比如儘量不使用「沖繩」，使用「琉球」等）。1960年代美國介入越戰，琉球作為美軍重要駐地，遭受戰爭的威脅，使琉球居民反美、反戰情緒更為高漲。但另一方面，伴隨美軍需求，土木建築業、飲食業、風俗業興起，反對復歸日本的聲音也提高，並展開相關運動。1968年美国民政府被迫开放琉球政府行政主席民选，在当年的行政主席通常選舉中，主張立即復歸日本的屋良朝苗胜出。
另一方面，日本的佐藤荣作内阁将《日美安保條約》延长与沖繩返還挂钩，迫使美国在1969年同意沖繩返還一事。1970年12月对美军的长期不满，以美軍士兵酒後駕車发生车祸为导火线，爆发胡差暴動。1971年6月11日，美日簽定《沖繩返還協定》，美国放弃从《旧金山和约》第三条获得的所有权利，并将其悉数归还日本。然而由于沖繩返還協定范围包括釣魚臺列嶼（日本称做尖閣諸島），同日中華民國政府嚴重聲明釣魚臺列嶼為其領土之一部分，對美國擅自將釣魚臺列嶼交予日本至為不滿。

### 復歸日本後
- 1995年，沖繩人爲抗議女童遭到美國駐軍士兵輪姦，沖繩曾舉行過一次有約8.5萬人參加的大規模反美遊行示威集會，要求美軍撤出沖繩。
- 1996年9月8日，沖繩縣就修改日美驻军地位协定以及合并、裁减基地等问题举行的公民投票。[31]公投之后駐日美軍和日本政府提出将普天间基地迁往名護市的边野古，但是沖繩縣坚持将基地搬迁至县外。
- 2000年，八大工業國組織高峰會在沖繩名護市舉行。
- 2009年，民主黨总理鸠山由纪夫表态支持基地搬迁至县外，[32]但是鸠山的发言讓美国十分不满，[33]导致鸠山被迫請辭。
- 2013年5月15日，琉球的大学教授和政治家、社会活动家和市民团体成立“琉球民族独立综合研究学会”。
- 2019年2月24日，沖繩縣知事玉城丹尼再次组织公投，以實踐其競選承諾，希望通过公投再次向中央政府施压，停止边野古基地的建设，将駐日美軍迁出沖繩。[34]

## 地理
琉球位于日本列岛南端，日语作南西诸岛（南西諸島, Nansei-Shoto），由冲绳、宫古、八重山三个群岛为中心的六十多个岛屿组成，面积2,265平方公里。琉球群岛是西太平洋一系列岛屿，位于台湾与九州之间，呈东北-西南走向，琉球群岛从北到南，包括大隅群岛、吐噶喇列岛、奄美群岛（统称“萨南群岛”，属鹿儿岛县），沖繩群島、先島群島（统称“琉球群岛”，属冲绳县）。面积共4,600多平方公里，陆地总面积3,090平方公里；人口155.8万（2010），目前只有40个岛屿有人居住。
琉球群岛自日本南部的九州往西南延伸约1,100公里（700哩）到台湾东北，是东海（西）与菲律宾海（东）的分界线。（1,193平方哩），原本的“琉球王国”，或地理概念的“琉球弧”、“琉球文化圈”地区，远比现在的冲绳县范围还大。而且“琉球孤”的岛屿，从南到北散布于1000公里海面，覆盖的面积甚至比日本的本州还大。而从冲绳最西端的岛屿与那国岛，晴天可以望得见台湾。最南端的岛屿波照間島，它的纬度比台北还南。

## 人口
琉球人的起源有很多说法，早期學說一種說法認為琉球族自日本列島遷入，為日本人的一個分支，此說法被稱為「日琉同祖論」。而在日本江戶時代，又有另外一種「日琉同祖」的說法，認為琉球人是中國古籍中所提到的「倭人」的一支。另一方面，有中國學者稱琉球族是百越的後代。在《越絕書》中，百越分為「內越」和「外越」兩支。秦朝滅亡六國之後，獨外越不服，乘船避難於海上。秦始皇不得不調天下罪人赴東海，防備外越。由於秦朝的防備極其嚴厲，外越只能出海另謀生路。
根据考古學的研究結果推測，琉球群島住民的祖先是從九州南部移入。研究指出，琉球族與日本本土居民存在親緣關係，並且與北海道的阿伊努族也有近緣性。目前可以確定有一批琉球族在早期新石器时代 (冲绳貝塚文化时代)移入，10-12世紀有另一批九州移民移入，關於琉球民族來源的主要爭議是現今琉球族是以哪一批為主要組成，這影響到琉球族與大和民族的關係。
根据高宫广士的研究，琉球群島居民的祖先主要是从九州南部在相对较近的时期（大约10世纪前后）南下并定居下来的人群，他们取代了此前居住在琉球群島的原住民群体。因此，从遗传学和人类学的角度来看，很难在九州以北地区的群体与现在的琉球族之间划出明确的界限。
但是2008年，理化学研究所基因组医学研究中心对日本全国7000人的基因组进行了统计分析，结果发现，这7000个样本可以明显分为“本土群体”和“琉球群体”两个类别。2012年进一步的研究显示，从阿伊努人的角度来看，琉球人与其具有最近的遗传关系，而地理上位于两者之间的本土人群次之。这呼应作为解释包括琉球群島在内的日本列岛人群起源假说之一的“二重構造説”，即“原本生活在这日本列岛的繩文人后来被经大陆而来的彌生人所取代，但由于琉球群島和北海道与本土人群的交流较少，因而形成了不同的群体”。

## 文化
琉球文化是在當地人經年累月獨自發展的當地文化之上，吸收部分中國和日本等國家文化而成的独特文化，属于漢字文化圈一部分。

### 宗教信仰
琉球传统本土宗教信仰，也叫琉球神道，崇拜龍宮（ニライカナイ）和御嶽，琉球宗教是一个本土宗教、佛教、神道教、道教的综合体。其中既有本土的龙宫信仰，又有外来的妈祖信仰等。佛教在当地也屬常见，但與日本其餘地區的佛教佔優勢的情況不同、沖繩則是結合傳統的琉球神道教占優勢。

### 思想艺术
在受中国文化的影响部分，琉球在向中国朝贡时期吸收了大量汉学，以及儒家礼仪制度，接受儒家思想，大量琉球人留学中国，被称為“唐监生”、“勤学人”，特别是久米村的福建移民。此外，琉球特有樂器有与三弦类似的三蛇線。琉球武術空手道又称“唐手”源于中国武术。传统的琉球舞踊和戏剧〈組踴〉与日本的舞蹈和戏剧並不完全相同，琉球音乐伴随着琉球与中国政治互往活动的过程中，传播到琉球，后来变成了琉球王国的宫廷仪式音乐，因在室内坐着为王公贵族演奏，故名“御座乐”。
在受日本文化的影响部分，由於與古時的日語有著相同的起源，琉球語和日語類似，冲绳话中还保留了日本本土已经消失的古日语词汇。漢字也不是直接從漢字的起源地中國傳來，而是經過日本傳到了琉球。據琉球史書“球陽”記載，英祖時代日本和尚禪鑑來琉球，創建了琉球最早的佛寺極樂寺，禪鑑不僅為琉球带去了佛經，還促進了漢字、平假名等文字文化向琉球的流傳。文學方面，琉歌的形式也與和歌很相似，并以平假名书写。音乐方面，日本音樂中的三味線就是發源于琉球三綫，此樂器後來又逆向傳回了琉球。相对，日本的尺八、日本箏也傳給琉球。

## 主權歸屬
战后日本未在任何条约中放弃琉球群岛的主权。目前日本有效管轄琉球群島全境，行政上分屬於沖繩縣和鹿兒島縣，世界各国對该事实無異議。對琉球人民來說，琉球群島曾有獨立國家，但在1609年之后被日本萨摩藩所实际控制，明治维新初期被日本中央政府完全兼并，戰後美国又将军事基地設置於此。儘管大多數人对回归日本表示認同，赞成维持现状或提高自治權，且離島有大量補償措施，少数琉球人對日本統治的印象卻比較複雜，极少數有追求獨立的想法，这也由于日琉同祖論和历史上受大量日本本土文化的影响。

### 琉球獨立運動
推動獨立運動的組織包括嘉利吉俱樂部（原琉球獨立黨）和琉球民族獨立綜合研究學會等。嘉利吉俱樂部不僅力主琉球群島獨立建國，也支持東突厥斯坦（新疆）、西藏、台灣獨立，也認為釣魚臺列嶼是琉球的領土。而琉球民族獨立綜合研究學會則著重研究、探討琉球獨立的可能性，認為从历史上看釣魚台列嶼是琉球群岛的一部份，但是主张搁置争议，反對日本政府把釣魚台國有化的举措，認為任何一方宣示主權皆會引起戰爭，因此各方應分享島嶼和海權。

### 中華人民共和國
中華人民共和國政府认为琉球（沖繩）是日本領土，官方觀點是「冲绳古称琉球，是日本的一个县，位于日本列岛的最南端，由60多个岛屿组成，冲绳本岛是其中最大的岛屿。」 。在美治琉球期間，中国还曾多次透過政府公開聲明及最高領導人談話等方式明確支持日本收復沖繩和小笠原群島 ，但是認為琉球群島不包含釣魚臺列嶼。
不过在2012年的釣魚岛风波爆发之後，受中日之間外交與傳媒論述攻訐因素的影響，一些中華人民共和國社科院的學者提出要求再议「琉球歸屬」的主张并宣称：「1941年中華民國政府對日宣戰，廢除《馬關條約》。隨後《開羅宣言》、《波茨坦公告》做出了戰後處置日本的規定，日本天皇接受了這些規定。依照這些規定，不僅台灣及其附屬諸島、澎湖列島要回歸中國，歷史上懸而未決的琉球問題也到了可以再議的時候。」然而中国外交部在随后表示：「关于琉球主权再议的文章只代表学者的个人立场，中方认为釣魚臺列嶼是中国的固有领土，从来不是琉球或冲绳的一部分。」，当被记者问及《人民日报》发问琉球主权是否是中国在单方面进行挑衅，中国外交部发言人拒绝作出评论。
2023年，中華人民共和国領導人習近平曾提及「琉球王國」與福建的歷史。这些言论都在中日政壇及民間引發关注。香港大學研究員林泉忠认为，这些言论的出现是因为中日关系在当下并不和睦。美國海軍戰爭學院詹姆斯·霍姆斯（James R. Holmes）教授认为，习近平对于琉球历史问题的评述「帶有政治及軍事雙重意涵」、是「在政治上給日本帶來麻煩的簡單方法」。

### 美国
在二战后的初期，美国的态度一度非常暧昧。虽然《旧金山和约》并未否定日本对琉球群岛的主权，但美国统治当局曾在当地长期刺激琉球民族主义，试图逐步推动琉球与日本的分离政策。然而随着全岛反美斗争的爆发和当地复归日本运动的持续进行，美国的态度开始改变。1962年3月美国总统肯尼迪表示「琉球是日本的一部分」并宣布「新冲绳政策」。美国国务院于2013年5月9日重申琉球群島主权属日本。

## 延伸阅读
[在维基数据编辑]
 《欽定古今圖書集成·方輿彙編·邊裔典·琉球部》，出自陈梦雷《古今圖書集成》
 《明史卷三百二十三》，出自《明史》